# La ladrona, su padre y el taxista
La ladrona, su padre y el taxista (Peccato che sia una canaglia) es una película de comedia italiana de 1954, dirigida por Alessandro Blasetti y con actuación de Sophia Loren, Vittorio De Sica y Marcello Mastroianni. Está basada en Fanático (Fanatico, 1949), pieza del libro Cuentos romanos (Racconti romani, publ. 1954), del escritor italiano Alberto Moravia.

## Argumento
Paolo, un taxista romano, conduce a la playa a unos jóvenes que tratan de robarle el coche, pero no los denuncia. Más tarde, llega a conocer a una de los ladrones y a su familia.

## Trabajos posteriores
Esta fue la primera película en la que Sophia Loren compartió protagonismo con Marcello Mastroianni, dando así inicio a una colaboración, de gran éxito cinematográfico, que les llevó a participar en 12 películas juntos.

### Películas en las que actuaron juntos Sofia Loren y Marcello Mastroianni
- La ladrona, su padre y el taxista, de Alessandro Blasetti (1954)
- La bella mugnaia, de Mario Camerini (1955)
- La fortuna di essere donna, de Alessandro Blasetti (1955)
- Ayer, hoy y mañana, de Vittorio De Sica (1963)
- Matrimonio a la italiana, de Vittorio De Sica (1964)
- Questi fantasmi, de Renato Castellani (1967)
- Los girasoles (I girasoli), de Vittorio De Sica (1970)
- La moglie del prete, de Dino Risi (1970)
- La pupa del gangster, de Giorgio Capitani (1975)
- Una giornata particolare, de Ettore Scola (1977)
- Fatto di sangue fra due uomini per causa di una vedova. Si sospettano moventi politici, de Lina Wertmüller (1978)
- Prêt-à-Porter, de Robert Altman (1994)